# Juli-Kreuz (1830)

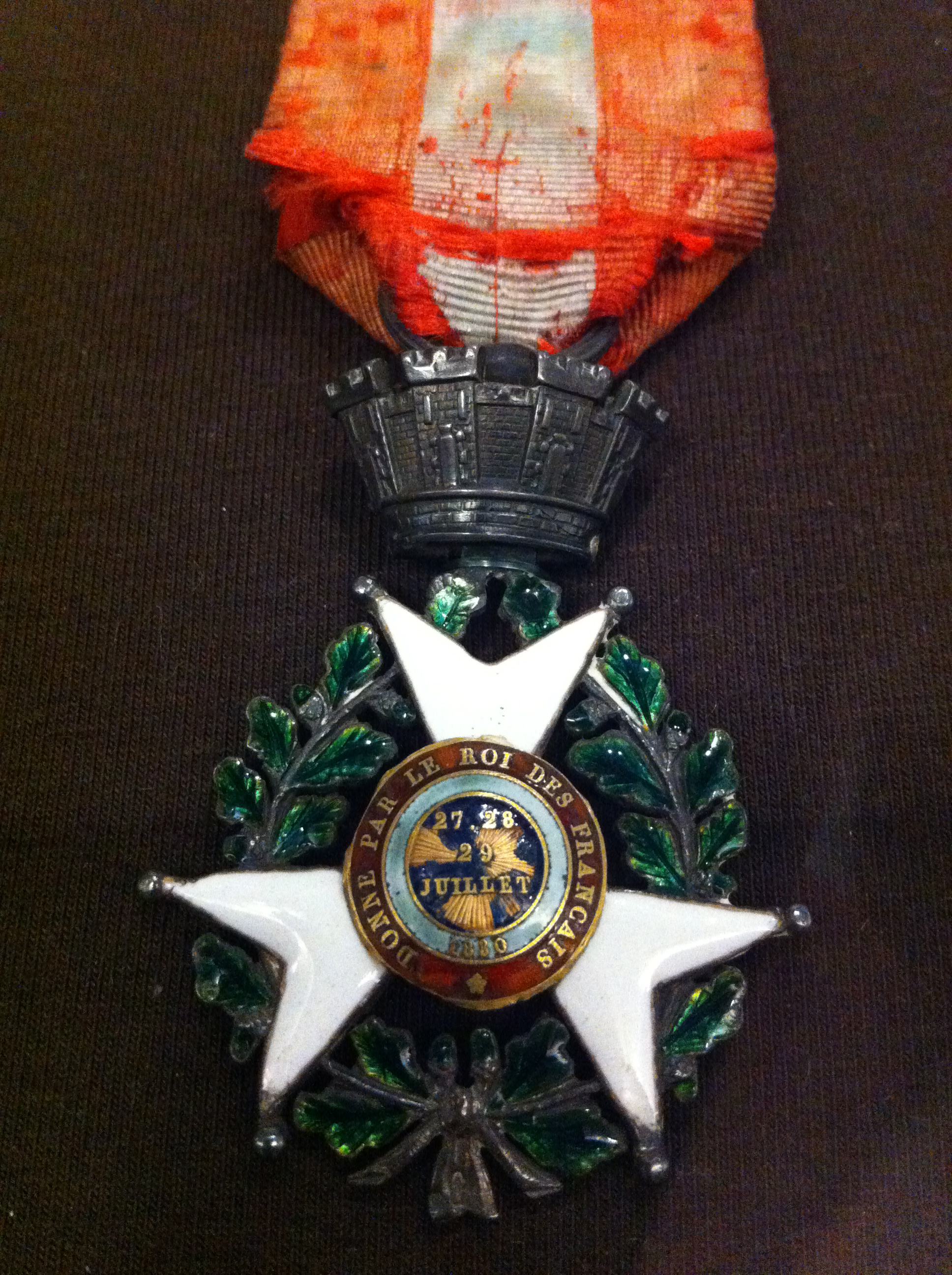
Juli-Kreuz

Das Juli-Kreuz (frz. Ordre de la Croix de Juillet) war eine durch König Ludwig Philipp I. am 30. Dezember 1830 gestiftete Auszeichnung für Militärs und Zivilisten zur Erinnerung an die Julirevolution von 1830. Der dazu gemachte Gesetzentwurf vom 9. Oktober 1830 wurde mit 204 zu 20 Stimmen am 13. November entschieden.

## Ordensdekoration
Die Ordensdekoration ist ein silberner emaillierter Stern mit drei Doppelstrahlen, an deren Spitzen sich silberne Kugel befinden. Die Strahlen sind von einem unten zusammengebundenen Eichenkranz unterlegt und das Kreuz wird von einer Mauerkrone überragt. Die Vorderseite zeigt die Inschrift 27. 28. 29. JUILLET 1830 und die Umschrift DONNE PAR LE ROI DES FRANCAIS (Verliehen von dem König der Franzosen). Im Revers ist der Gallische Hahn zu sehen, der von einem roten Reif mit der Inschrift PATRIE ET LIBERTE (Vaterland und Freiheit) umschloss ist.

## Ordensband
Das Ordensband, an dem die Auszeichnung getragen wurde, ist ein 31 mm breites rotgerändertes hellblaugewässertes Band.